# Женская сборная Черногории по баскетболу
Женская сборная Черногории по баскетболу — национальная баскетбольная команда, представляющая Черногорию в женских турнирах на международной баскетбольной арене. Управляющим органом сборной выступает федерация баскетбола Черногории.

## История
Черногорская женская сборная организована в 2006 году, когда Черногория стала полноправным членом ФИБА. Первый официальный матч состоялся 27 августа 2008 года на домашней арене в городе Биело-Поле. Соперником была сборная Ирландии, счёт 68:56 в пользу хозяек. Черногория стартовала с рекорда 17 побед подряд в официальных матчах.
Летом 2008 и 2009 годов сборная Черногории играла в Дивизионе B ФИБА с итоговым счетом 12 побед без поражений. Сборная очень быстро перешла в Дивизион А ФИБА и участвовала в квалификации Евробаскета-2011 среди женщин. В отборочных матчах Черногория квалифицировалась на Евробаскет-2011 в качестве первой команды группы. На Евробаскете команда добилась успешного результата и вышла в четвертьфинал. В итоге Черногория заняла шестое место, что является лучшим местом в истории черногорского женского баскетбола.
Черногория играла на Евробаскете-2013, но завершила соревнования во втором этапе, разместившись на 10-й позиции.
В третий раз черногорки приняли участие на Евробаскете-2015. Играли в четвертьфинале, но проиграли Испании с разницей в одно очко. Сборная Черногории завершила Евробаскет-2015 на седьмом месте.
Черногория добилась очередного успешного результата в квалификации к Евробаскету-2017. Со счетом 4-2 команда квалифицировалась на чемпионат Европы, четвёртый в своей истории. В финале чемпионата черногорцы потерпели 3 поражения и выбыли на ранней стадии турнира.
В 2019 году вновь отобрались на Европейский чемпионат. На турнире сыграли четыре матча, в том числе один в плей-офф, однако победу одержали только в одном над сборной Чехией. В итоге заняли 12-е место.
Сборная Черногории — постоянный участник квалификационных турниров чемпионата Европы, пять раз отбиралась в финальную часть. Лучшим достижением можно считать 6-е место на чемпионате Европы в 2011 году.

## Результаты

### Чемпионаты Европы
| Год    | Раунд                | Место | И  | Поб | Пор |
| ------ | -------------------- | ----- | -- | --- | --- |
| 2009   | Не принимала участие | -     | -  | -   | -   |
| 2011   | Матч за 5-е место    | 6-е   | 9  | 7   | 2   |
| 2013   | Матч за 9-е место    | 10-е  | 6  | 2   | 4   |
| 2015   | Матч за 7-е место    | 7-е   | 10 | 5   | 5   |
| 2017   | Групповой раунд      | 16-е  | 3  | 0   | 3   |
| / 2019 | Плей-офф             | 12-е  | 4  | 1   | 3   |
| / 2021 | Плей-офф             | 12-е  | 4  | 1   | 3   |
|        | Итог                 | Итог  | 36 | 16  | 20  |

## Тренеры
| Годы      | Имя             | Итоги | Достижения                        |
| --------- | --------------- | ----- | --------------------------------- |
| 2008-2013 | Миодраг Балетич | 33-10 | Eвро 2011 (6-е); Евро 2013 (10-е) |
| 2014-2017 | Момир Милатович | 14-8  | Eвро 2015 (7-е)                   |
| 2014-2019 | Роберто Иньигес | 4-5   | Eвро 2017 (16-е)                  |
| 2019-     | Елена Шкерович  | 0-0   | Eвро 2019                         |